# Mecklenburg-Schwerin
Mecklenburg-Schwerin a fost un mare ducat în componența Confederației Germane (1815-1867). 

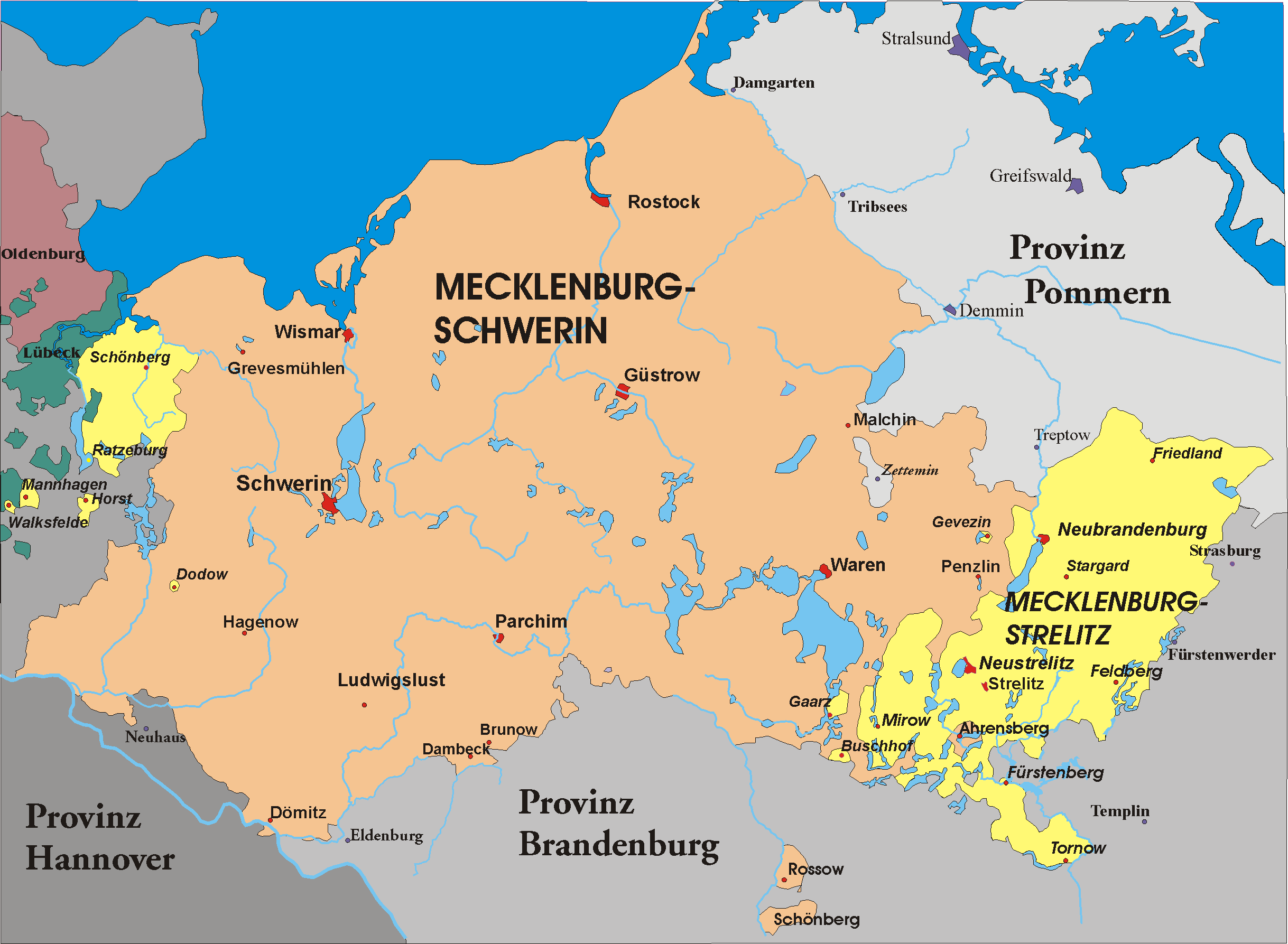
Harta Mecklenburgului cu cele două ducate

S-a constituit în 1701 ca ducat în cadrul Sfântului Imperiu Roman de Națiune Germană în urma scindării Principatului Mecklenburg în două ducate separate - Mecklenburg-Schwerin și Mecklenburg-Strelitz. Între 1867 și 1871 a făcut parte (ca mare ducat) din Confederația Germană de Nord, iar în 1871-1918 din Imperiul German. În 1910 avea 640 mii locuitori și 13,1 mii km pătrați. Capitala era orașul Schwerin. După căderea monarhiei în Germania (noiembrie 1918) devine un land federal. În 1934 a fost reunit cu landul Mecklenburg-Strelitz, formând landul Mecklenburg. Actualmente face parte din landul Mecklenburg-Pomerania Anterioară.

## Lista Marilor Duci de Mecklenburg-Schwerin
- Friedrich Franz I, Mare Duce de Mecklenburg-Schwerin (1815–1837)
- Paul Friedrich, Mare Duce de Mecklenburg-Schwerin (1837–1842)
- Frederic Francisc al II-lea, Mare Duce de Mecklenburg (1842–1883)
- Frederic Francisc al III-lea, Mare Duce de Mecklenburg (1883–1897)
- Frederic Francisc al IV-lea, Mare Duce de Mecklenburg (1897–1918)

### Șefi ai Casei de  Mecklenburg-Schwerin după 1918
- Friedrich Franz, Mare Duce Ereditar de Mecklenburg-Schwerin (1945-2001)

După decesul lui Friedrich Franz, linia masculină a Casei de Mecklenburg-Schwerin s-a stins.